# Podolje (zgodovinska pokrajina)
za druge pomene glej Podolje (razločitev)
Podolje (ukrajinsko Поді́лля,  Podíllja, rusko Подо́лье, Podólje, turško  Podolya, poljsko Podole, nemško Podolien, litovsko  Podolė) je bila zgodovinska pokrajina v Evropi v zahodnem osrednjem in jugozahodnem delu Ukrajine ter severovzhodni Moldovi (severna Transnistrija). 
Večja mesta v Podolju so Kamjanjec-Podiljski (največje mesto),  Hmelnjicki in  Vinica. Nekateri v Podolje vključujejo tudi Ternopolj, ki je pravzaprav v Galiciji. V moldavskem delu Podolja sta mesti Kamenka in Ribnica. Južno je pokrajina Jedisan.

## Geografija

### Lega
Podolje je del Vzhodnoevropske nižine med reko Dnester in Karpati. Meri približno 40.000 km2 in je od severozahoda do jugovzhoda dolgo okoli 320 km. Najvišji del Podolja ob Južnem in zahodnem Bugu, pritokih Dnestra, ima nadmorsko višino 144 m. Zahodno od Podolja ob reki Seret, ki je tudi pritok Dnestra, je zgodovinska pokrajina Rdeča Rutenija (vzhodni del Galicije). Na severozahodu meji na Volinijo. V Podolje spadajo Viniška oblast, osrednji del Hmelnicke oblasti in deli Ternopilske, Čerkasijske, Kirovogradske ter Odeške oblasti.

### Hidrologija
Skozi Podolje tečeta dve veliki reki: plovni Dnester, ki tvori mejo z Moldovo, in Južni Bug, ki teče vzporedno z Dnestrom. Južni Bug  zaradi močvirij in brzic ni ploven. Reka Dnester je glavna prometnica za transport do Mogilev-Podolskega, Žvanca in drugih podoljskih rečnih pristanišč.

### Tla in podnebje
Tla Podolja tvori črnica ali černozem, ki je nastala pod vplivom stepskega in celinskega podnebja. Črnica je zelo plodna in primerna za kmetijstvo. Obsežna mokrišča so samo ob reki Bug.
Podolje ima  zmerno podnebje. Povprečna julijska temperatura v Kamjanjec-Podiljskem je 20 °C, januarska pa  -4 °C. 
Najpomembnejši kmetijski pridelki so češnje, murve, dinije, buče in kumare.

### Prebivalstvo
V Carski Rusiji je leta 1906 v Podolju živelo 3.543.700 prebivalcev, večinoma Ukrajincev, poljska in judovska manjšina, okoli 50.000 Romunov in nekaj Nemcev in Armencev.

## Zgodovina

### Sarmati
V antiki (1. stoletju pr. n. št.) so v Podolju živeli Skiti. Antični pisatelj Herodot je prvi omenil s Skiti povezane Savromate, ki so se priselili  konec 3. stoletja pr. n. št. z ozemlja zahodno od Dona. V Ukrajini so obdobje od konca 3. stoletja pr. n. št. do  4. stoletja n. št. imenovali sarmatsko obdobje. Evropska Sarmatija je obsegala ozemlje  med rekama Don in Visla. Na jugu je mejila na severno Dakijo. Na zemljevidu Rimskega cesarstva iz leta 125 so prebivalce, naseljene na začetku Južnega Buga, imenovali Navari. Sarmatski artefakti so bili najdeni tudi v bližini srednjega toka Dnestra. Na začetku 3. stoletja so v te kraje prišli krščanski misijonarji (blizu Podolja je bila skitska škofija). Grški misijonarji so prebivalce imenovali  Skiti. Malo kasnejših kronikah so jih imenovali Anti (penkova kultura, 5. do 7. stoletje). V 9. stoletju so Sarmate uničili in delno asimilirali Atilovi Huni.

### Srednji vek
V srednjem veku je bilo Podolje del Kijevske Rusije in kneževine Galicije-Volinije.  V gališko-volinskih kronikah iz 12. stoletja se je Podolje v ruščini imenovalo Низовья  (Nizov'ja, nižavje). V 13. stoletju so ga opustošili Mongoli, zatem pa je v Podolju več stoletij vladala Zlata horda. Okoli leta 1363 je po bitki pri Modrih vodah (1362) med Veliko litovsko kneževino in Zlato hordo Podolje postalo del Litovske kneževine. Veliki litovski vojvoda Olgerd je za namestnika guvernerja Podoljske gubernije imenoval Fjodorja Kornjatoviča. 
Junija 1395 je veliki litovski knez in poljski kralj Vladislav II. Jagelo izročil zahodni del Podolja krakovskemu vojvodi Spitku iz Melština. V izročilni listini se prvič v zgodovini omenja naziv Podolje. Vojvoda Spitko je v bitki pri Vorskli leta 1399 padel, zato je Vladislav II Jagelo predal Podolje Svindrigajlu Olgerdoviću. Od leta 1403 je v Podolju neposredno vladal sam Vladislav II. Jagelo.
Leta 1430 je v Podolje prišla poljska vojska. Proti njej je že naslednje leto izbruhnil upor (bakotska vstaja), ki je trajal do leta 1434. Po zadušitvi upora so mesta Kamjanjec-Podiljski, Smotrič, Bakota in  Skala pripadla Poljski. Leta 1434 je bilo ustanovljeno Podoljsko vojvodstvo z upravnim središčem Kamjanjec-Podiljski. Vzhodno Podolje je ostalo v Veliki litovski kneževini.

### Novi vek
- Braclavsko  vojvodstvo (1648)
- Podoljsko vojvodstvo (1664)
- Grb Podoljskega vojvodstva (1584)

Sredi 15. stoletja je Podolje izgubilo svoje vojvodstvo in pripadlo Braclavskemu vojvodstvu, v katerem so bila okrožja Braclav, Zvenigorod in Vinica. Pogosto so ga imenovali kar Braclavščina. Od leta 1569  je celotno Podolje pripadlo poljsko-litovski Republiki obeh narodov.
Med (uspešno) vstajo kozaške  Zaporoške Seči (1648–1654) je pod hetmanom Bogdanom Hmelnickim uprava prešla pod  kozaško vojaško upravo.  Po Andrusovskem premirju (1667) med Ruskim carstvom in Republiko obeh narodov je Podolje pripadlo poljsko-litovski državi.
Pokrajina je zelo trpela zaradi stalnih vpadov Krimskih Tatarov in Turkov, zlasti med rusko-turško vojno 1676-1681. Od leta 1672 do 1669 je spadalo v Osmansko cesarstvo kot Podoljski pašaluk (vilajet) s središčem  Kamjanec-Podoljski. Po porazu Osmanov je Podolje spet pripadlo Republiki obeh narodov.
Po prvi delitvi Poljske leta 1772 je Podolje zahodno od reke Zbruč pripadlo  Habsburški monarhiji, večji del pa je po aneksiji kozaških dežel (1793) pripadel Ruskemu carstvu. V Ruskem carstvu je bila ponovno ustanovljena Podoljska gubernija. Med rusko vladavino se je Podolje lepo razvijalo in število prebivalstva je raslo. Po sklenitvi Schönbrunnskega miru leta 1810 sta Podolje zahodno od reke Zbruč in Tarnopoljsko okrožje pripadla Rusiji. Leta 1815 je ta del ponovno zasedla Habsburška monarhija.

## Galerija
- Vinica
- Hmelnicki
- Trdnjava v Kamianets-Podilskem
- Glavna zgradba Narodne univerze hortikulture
- Mestna zborniva Pervomajska
- Ribnica
- Grb
- Mestna hiša Kamianets-Podilskega
- Kamianets-Podilski
- Slavolok zmage

### 20. stoletje
Po koncu poljsko-sovjetske vojne leta 1921 je desni breg reke Zbruč pripadel Poljski, večji del pa Sovjetski zvezi kot del Ukrajinske sovjetske republike. Med drugo svetovno vojno je bilo Podolje pod nemško-romunsko okupacijo. Mesta so bila večinoma uničena. V holokavstu je bila uničeno tudi skoraj celo judovsko prebivalstvo.
Danes večina Podolja pripada Ukrajini. Manjši del spada v moldavsko Transnistrijo.

## Sklica
1. ↑  Władysław Łoziński. Prawem i lewem. Obyczaje na Czerwonej Rusi w pierwszej połowie XVII wieku. ISKRY, Varšava, 2005. str- 22.  ISBN 9788324417698.
2. ↑   Braclav, Ukrajina.

## Vira
- Петров Н. И. Подолия. Историческое описание (rusko).
- Volodymyr Kubiyovych, Ihor Stebelsky, Mykhailo Zhdan, Podilia in the Encyclopedia of Ukraine, vol. 4 (1993) (angleško)